# Euchromia sperchia
Euchromia sperchia là một loài bướm đêm thuộc phân họ Arctiinae, họ Erebidae.